# Бурлыкский
Бурлыкский — посёлок в Беляевском районе Оренбургской области России. Административный центр Бурлыкского сельсовета.

## История
В 1966 году указом Президиума Верховного Совета РСФСР посёлок центральной усадьбы совхоза «Бурлыкский» переименован в Бурлыкский.

## Население
| 2010 |
| ---- |
| 679  |